# 요시다촌 (야마구치현)
요시다촌(吉田村)은 야마구치현 아사군에 설치되었던 촌이다. 현재의 시모노세키시에 해당한다.